# Cosmisoma persimile
Cosmisoma persimile là một loài bọ cánh cứng trong họ Cerambycidae.